# Trần Lữ Y
Trần Lữ Y (16 tháng 4 năm 1926 – 25 tháng 8 năm 2000), tên khai sinh Trần Văn Louis tên thánh là Phêrô, là bác sĩ y khoa, giáo sư và chính khách người Việt Nam, cựu Tổng trưởng Bộ Y tế Xã hội và Cứu trợ Việt Nam Cộng hòa.

## Tiểu sử

### Thân thế và học vấn
Trần Lữ Y sinh ngày 16 tháng 4 năm 1926 (một nguồn khác ghi là ngày 4 tháng 4:98) tại Sa Đéc, Nam Kỳ, Liên bang Đông Dương.:945 Ông vốn là dân Tây tên Louis sinh trưởng trong một gia đình thuộc ngành giáo dục, về sau từ bỏ tên này và chuyển tên Việt là Lữ Y.
Năm 1952, ông nhận bằng Tiến sĩ Y khoa tại Viện Đại học Sài Gòn.:945 Năm 1957, ông vừa hoàn tất năm thứ 5 thì bị gọi nhập ngũ y khoa nhảy dù khoá đầu tiên, sau vì sưng màng phổi nên được giải ngũ. Rồi lại tiếp tục theo học y khoa, sang Pháp tu nghiệp. Đến năm 1959, ông thi đậu chứng chỉ chuyên ngành Huyết học tại Paris.:945 Từ năm 1960 đến năm 1961, ông là bác sĩ phẫu thuật tại Bệnh viện Beaujon ở Paris. Về nước ông vào làm Trưởng khoa Nội trú:945 tại Bệnh viện Nguyễn Văn Học (nay là Bệnh viện Nhân dân Gia Định) kể từ năm 1962. Sau đó ông chuyển qua giảng dạy tại Trường Đại học Y khoa Sài Gòn kể từ năm 1963.:945 Ngoài giỏi về chuyên môn y khoa ra thì ông còn biết chơi vĩ cầm và thành thạo võ thuật nữa.

### Sự nghiệp chính trị
Dưới thời nội các chiến tranh Nguyễn Cao Kỳ, ông từng làm Ủy viên Y tế từ năm 1966 đến năm 1967,:945 thay thế người tiền nhiệm là Nguyễn Bá Khả từ chức do vụ lạm quyền của tướng Nguyễn Ngọc Loan gây khủng hoảng nội các chiến tranh. Sau khi Đệ Nhị Cộng hòa thành lập vào cuối năm 1967, ông trở thành Tổng trưởng Bộ Y tế trong nội các Nguyễn Văn Lộc. Khi nội các Trần Văn Hương thay thế nội các Nguyễn Văn Lộc, ông đảm nhiệm chức vụ Tổng trưởng Bộ Y tế Xã hội và Cứu trợ từ tháng 5 năm 1968 đến tháng 9 năm 1969.:945 Sau đó ông quyết định từ giã chính trường rồi trở về hành nghề bác sĩ như cũ. 

### Sau năm 1975
Sau ngày 30 tháng 4 năm 1975, ông may mắn di tản kịp thời và sang Pháp định cư cùng gia đình.
Ông qua đời ngày 25 tháng 8 năm 2000 tại Bệnh viện Jean-Talon ở Montréal, Canada.

## Đời tư
Trần Lữ Y là tín hữu Công giáo.:98 Theo Who's who in Vietnam xuất bản năm 1974 thì ông đã lập gia đình và có hai người con.:945

## Đánh giá
Trần Lữ Y được giới y sĩ đánh giá là bậc thầy giỏi, đáng kính trọng, một quân nhân, một bộ trưởng liêm khiết, ngay thẳng, đạo đức, một bậc chính nhân quân tử, yêu nước thương dân. Ông còn góp phần cải tổ ngành Y khoa và xây dựng cơ cấu huấn luyện chuyên viên y tế. Đồng thời mở lớp huấn luyện sinh viên Y khoa  xuất ngoại tu nghiệp. Nhờ giỏi chuyên môn và ngoại ngữ, ông liên lạc với các nước Pháp, Mỹ, Nhật, Hàn Quốc và Đài Loan, yêu cầu họ yểm trợ trang bị kiến thiết khuếch trương các bệnh viện và cơ sở huấn luyện trong nước.

## Vinh danh
- Bảo Quốc Huân Chương Đệ Ngũ Đẳng[5]:945
- Anh Dũng Bội Tinh[5]:945